# Wyszyna (województwo lubuskie)
Wyszyna – osada w Polsce położona w województwie lubuskim, w powiecie zielonogórskim, w gminie Czerwieńsk.
W latach 1975–1998 miejscowość należała administracyjnie do województwa zielonogórskiego.